# 망미초등학교
망미초등학교는 대한민국 부산광역시 수영구에 있는 공립 초등학교이다.

## 학교 연혁
- 1975년 11월 15일: 개교

## 학교 동문
메가스터디 사회탐구 강사 윤성훈

## 참고 자료
- 망미초등학교 - 한국교육학술정보원 학교알리미